# Yohei Toyoda
Yohei Toyoda (Komatsu, 11. travnja 1985.) bivši je japanski nogometaš.

## Klupska karijera
Igrao je za Nagoya Grampus Eight, Montedio Yamagata, Kyoto Sanga FC, Sagan Tosu,  Ulsan Hyundai FC, Tochigi SC i Zweigen Kanazawa.

## Reprezentativna karijera
Za japansku reprezentaciju igrao je od 2013. do 2014. godine. Odigrao je 8 utakmice postigavši 1 pogodak.
S japanskom reprezentacijom igrao je na Azijskom kupu 2015.

## Statistika
| Japan  | Japan | Japan |
| Godina | Nast. | Gol.  |
| ------ | ----- | ----- |
| 2013.  | 3     | 0     |
| 2014.  | 3     | 1     |
| 2015.  | 2     | 0     |
| Ukupno | 8     | 1     |

## Vanjske poveznice
- National Football Teams